# Agadir Melloul (kommun)
Agadir Melloul (franska: Agadir Melloul (CR), Agadir Melloul (Commune Rurale), arabiska: تدسي نيسدلان) är en kommun i Marocko.   Den ligger i provinsen Taroudannt och regionen Souss-Massa, i den centrala delen av landet, 400 km söder om huvudstaden Rabat. Antalet invånare är 8 756.